# Volusiano di Tours
Volusiano di Tours (V secolo – 498) fu il 7º vescovo di Tours dal 491 al 496; è venerato come santo dalla Chiesa cattolica.
Appartenente ad una ricca famiglia senatoriale e pia, era parente prossimo del suo predecessore Perpetuo e del vescovo Ruricio di Limoges.
Fu privato della cattedra vescovile dai Visigoti, esiliato a Tolosa e forse martirizzato.

## Culto
La sua memoria liturgica cade il 18 gennaio. È il santo patrono della cittadina francese di Foix.